# Ghaziabad
Ghaziabad là một thành phố và là nơi đặt hội đồng thành phố (municipal corporation) của quận Ghaziabad thuộc bang Uttar Pradesh, Ấn Độ.

## Địa lý
Ghaziabad có vị trí 28°40′B 77°26′Đ / 28,67°B 77,43°Đ Nó có độ cao trung bình là 210 mét (688 feet).

## Nhân khẩu
Theo điều tra dân số năm 2001 của Ấn Độ, Ghaziabad có dân số 968.521 người. Phái nam chiếm 54% tổng số dân và phái nữ chiếm 46%. Ghaziabad có tỷ lệ 69% biết đọc biết viết, cao hơn tỷ lệ trung bình toàn quốc là 59,5%: tỷ lệ cho phái nam là 75%, và tỷ lệ cho phái nữ là 63%. Tại Ghaziabad, 14% dân số nhỏ hơn 6 tuổi.